# Effector Kielce Świętokrzyska Siatkówka 2012-2013
Questa voce raccoglie le informazioni riguardanti l'Effector Kielce Świętokrzyska Siatkówka nelle competizioni ufficiali della stagione 2012-2013.

## Organigramma societario
Area direttiva
- Presidente: Jacek Sęk

Area tecnica
- Allenatore: Dariusz Daszkiewicz

## Rosa
| N° | Nome                | Ruolo | Data di nascita   | Nazionalità sportiva |
| -- | ------------------- | ----- | ----------------- | -------------------- |
| 2  | Bartosz Sufa        | L     | 11 agosto 1987    | Polonia              |
| 4  | Piotr Orczyk        | S     | 19 marzo 1993     | Polonia              |
| 5  | Miłosz Zniszczoł    | C     | 2 luglio 1986     | Polonia              |
| 7  | Grzegorz Imiołek    | S     | 23 marzo 1994     | Polonia              |
| 8  | Adrian Staszewski   | S     | 31 maggio 1990    | Polonia              |
| 9  | Sebastian Warda     | C     | 19 gennaio 1989   | Polonia              |
| 10 | Robert Milczarek    | S     | 18 novembre 1983  | Polonia              |
| 11 | Tomasz Józefacki    | S/O   | 5 maggio 1980     | Polonia              |
| 12 | Grzegorz Kokociński | C     | 18 settembre 1981 | Polonia              |
| 13 | Rafał Sokołowski    | C     | 19 gennaio 1989   | Polonia              |
| 14 | Grzegorz Pająk      | P     | 1º gennaio 1987   | Polonia              |
| 15 | Armando Danger      | S/O   | 16 marzo 1989     | Cuba                 |
| 17 | Nikolaj Penčev      | C     | 22 maggio 1992    | Bulgaria             |
| 18 | Michał Kozłowski    | P     | 16 febbraio 1985  | Polonia              |